# Požari u Grčkoj 2007.
Požari u Grčkoj 2007. naziv je za niz šumskih požara velikih razmjera koji su pogodili grčko priobalje u razdoblju od 28. lipnja do 3. rujna te godine.  Nakon vala vrućina tijekom ljeta 2007., koji je zahvatio cijeli jug i jugoistok Europe, suša i južina pogodovali su požarima, koji su se proširili diljem zemlje. Uglavnom su zahvatili zapadno i sjeverno područje poluotoka Peloponeza, kao i jug Eubeje. Ukupna opožarena površina iznosila je 670.000 hektara. U četiri mjeseca stalnih požara, život je izgubilo 84 ljudi, od čega i nekoliko vatrogasaca.
Manji dio požara bio je izazvan dugotrajnom sušom koja je pogodila određena područja, no glavni uzroci požara bila su neopreznost i palež. Pridodajući tri vruća vala koja su to ljeto pogodila Grčku, uzrokujući prosječne temperature i do 40 °C, požari su postali najveća i najsmrtonosnija prirodna nepogoda početkom 21. stoljeća u toj državi.
U požarima je većinom uništena sredozemna makija, maslinici i poljoprivredna gospodarstva, što je ponegdje dovelo i do najmanjeg uroda od završetka Drugog svjetskog rata. Na Peloponezu i Euboji bile su zabilježene najniže vrijednosti oborina u posljednjih 50 godina. U požarima je ukupno oštećeno te djelomično ili potpuno uništeno 1000 obiteljskih kuća i oko 1100 zgrada druge namjene, uglavnom gospodarske, te nekoliko stotina turističkih smještajnih građevina, što je ostavilo težak utjecaj na turističku sezonu u naredne tri godine.

## Poveznice
- Požari u Hrvatskoj 2007.